# Linnasaari (ö i Viitasaari, Vuosjärvi)
Linnasaari är en ö i Finland. Den ligger i sjön Vuosjärvi och i kommunen Viitasaari i den ekonomiska regionen  Saarijärvi-Viitasaari och landskapet Mellersta Finland, i den centrala delen av landet, 300 km norr om huvudstaden Helsingfors. Öns area är 1,6 hektar och dess största längd är 260 meter i nord-sydlig riktning.